# Gaius Coelius Montanus
Gaius Coelius Montanus (vollständige Namensform Gaius Coelius Gai filius Arnensis Montanus) war ein im 1. und 2. Jahrhundert n. Chr. lebender Angehöriger des römischen Ritterstandes (eques).
Durch ein Militärdiplom ist belegt, dass er im Jahr 93 n. Chr. Kommandeur der Cohors I Ascalonitanorum war, die zu diesem Zeitpunkt in der Provinz Syria stationiert war. Montanus war in der Tribus Arnensis eingeschrieben.